# Dan Golden
Dan Golden ist ein US-amerikanischer Komponist, Sound Designer und Tontechniker, der auch als Illustrator und Maler aktiv ist.

## Leben
Golden wollte zunächst Musiker werden, studierte aber schließlich bis 1994 an der Rhode Island School of Design Malerei und Illustration. Hier lernte er Animator Daniel Sousa kennen und beide freundeten sich an. Für seinen ersten Animationsfilm Minotaur holte Sousa Golden als Sound Designer hinzu. Beide arbeiteten auch an weiteren Filmen Sousas zusammen. Für Feral, der nach fünf Jahren Produktion im Jahr 2013 erschien, erhielten Sousa und Golden eine Oscar-Nominierung in der Kategorie Bester Kurzfilm.
Golden besitzt ein eigenes Tonstudio in Natick. Er spielte als Hobby E-Bass in verschiedenen Bands. 

## Filmografie
- 2000: Minotaur
- 2006: Fable
- 2007: The Windmill
- 2009: Drift
- 2012: Feral